# 埃尔斯特河畔克罗森
埃尔斯特河畔克罗森是德国图林根州的一个市镇。总面积10.74平方公里，总人口1703人，其中男性860人，女性843人（2011年12月31日），人口密度159人/平方公里。